# Chiesa di San Bartolomeo (Castellammare di Stabia)
La chiesa di San Bartolomeo è una chiesa monumentale situata nel centro storico di Castellammare di Stabia ed appartenente alla parrocchia della chiesa di Santa Maria della Pace.

## Storia
In principio la chiesa di San Bartolomeo, con annesso monastero, era ubicata nei pressi di Quisisana nella zona dove oggi sorge il santuario di Santa Maria della Sanità. La tradizione vuole che questa chiesa fosse stata edificata da Roberto d'Angiò nel corso del XIV secolo, ipotesi da scartare in quanto da alcuni scritti del periodo risulta che il sovrano fece costruire nella cittadina stabiese solo due chiese, una intitolata a San Giorgio, l'altra alla Beata Maria Maddalena. In realtà un documento che attesta l'esistenza in quella zona del tempio risale al luglio del 1189 quando la madre badessa cedette un pezzo di terra del monastero al signor Riccardo de Menda; altro documento del 1318 parla di una concessione di una fonte d'acqua al monastero di San Bartolomeo: ancora oggi esiste una fontana realizzata nel '700 che ne convogliava le acque.
Così come stabilito dal Concilio di Trento la chiesa venne spostata all'interno delle mura della città: nel 1576 furono acquistate due case, abbattute per posto alla nuova chiesa. I lavori di costruzione del tempio e del monastero terminarono nel 1583, e nello stesso anno il vescovo Ludovico Maiorana permise alle monache di prenderne possesso: la chiesa fu solennemente consacrata dal vescovo Francesco Colangelo il 15 ottobre 1821. Nel 1721 venne realizzata la piazza esterna, dove il 25 agosto di ogni anno si svolgeva una fiera, mentre le decorazioni interne furono realizzate tra il XVIII e XIX secolo. Nel 1920 il convento venne sgomberato per le condizioni fatiscenti e restaurato grazie alle offerte della signorina Carlotta Mannara: i lavori durarono diversi anni e il 24 luglio 1924 l'arcivescovo di Benevento Luigi Lavitrano l'affidò alle Suore Adoratrici del Santissimo Sacramento.

## Struttura

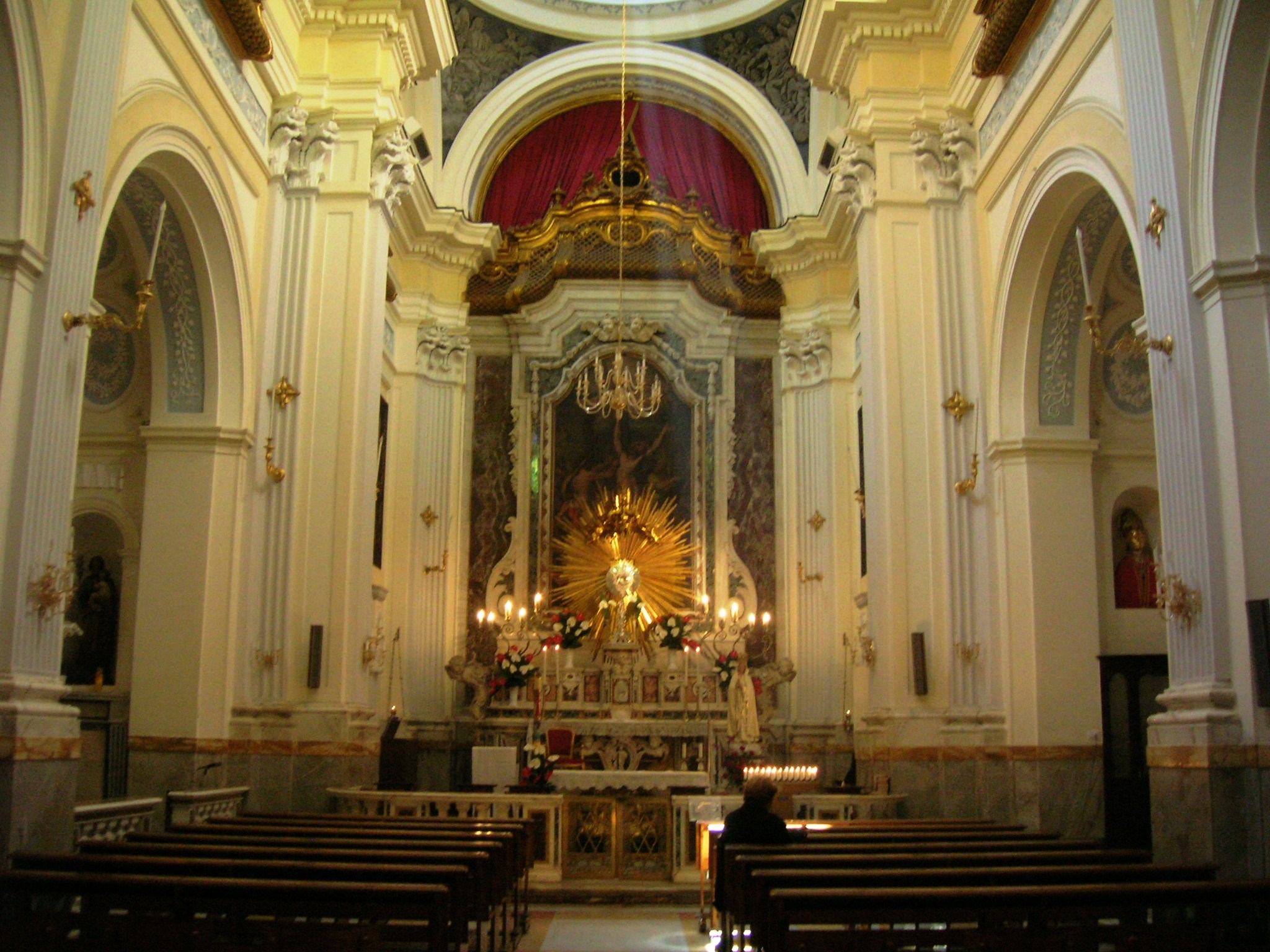
Interno

L'ingresso della chiesa si apre su un piccolo sagrato, protetto da un cancello in ferro battuto sorretto da colonne in piperno realizzato nel 1792. La facciata principale si divide in due parti: la zona inferiore, dove c'è il portale d'ingresso, è arricchita da quattro colonne capitellate, mentre la zona superiore è decorata da due colonne al cui centro è posto un finestrone; la facciata termina con un timpano sulla cui sommità è posta una croce in ferro.
L'interno è a navata unica; sull'altare maggiore in marmo, è posta una tela raffigurante il martirio di San Bartolomeo realizzata da Francesco Landini nel 1700 e donata alla chiesa dalla regina Maria Carolina d'Asburgo-Lorena nel 1782: la zona dell'altare è protetto da una balaustra in marmo con portali in ottone e sulle mura ai suoi lati due opere ad olio di Landini dedicati a San Bartolomeo. Su ogni lato del tempio si aprono due cappelle tutte con altare in marmo e dipinti ad olio con la raffigurazione del santo a cui sono dedicate: a destra la cappella di San Francesco d'Assisi, dove è presente anche un'immagine di Maria Santissima della Speranza e una statua di San Catello e quella di San Ludovico, abbellita da statua della Madonna di Fátima, mentre a sinistra quella la cappella della Vergine Immacolata e del Santissimo Crocifisso, con un crocifisso ligneo in stile bizantino, realizzato nel 1111 e restaurato nel 1836, oltre ad una statua di San Giuseppe. La chiesa è adornata da otto coretti dorati risalenti al 1780: uno ospitava l'organo, due erano utilizzati per celebrare la messa rispettivamente durante i mesi estivi e invernali, mentre gli altri sono presenti sulle arcate delle cappelle; tutti i coretti sono dotati di graticolato in legno dorato. Sul lato destro, nei pressi dell'altare maggiore è l'accesso alla sagrestia, di dimensioni modeste. All'esterno della chiesa la torre campanaria con tre campane.